# 388 av. J.-C.
Cette page concerne l'année 388 av. J.-C. du calendrier julien proleptique.

## Événements
- Février ou mars-avril : Ploutos, dernière comédie d’Aristophane, est présentée aux Lénéennes ou aux Grandes Dionysies[1].
- 3 mars : début du calendrier zoroastrien[2].

- 16 juillet du calendrier romain[3] : entrée en charge à Rome de tribuns militaires à pouvoir consulaire : Titus Quinctius Cincinnatus, Quintus Servilius Fidenas, Lucius Iulius Iullus, Lucius Aquilius Corvus, Lucius Lucretius, Servius Sulpicius Rufus[4].
- Été : échec des chars de Denys de Syracuse aux Jeux olympiques ; le Discours olympique de Lysias appelle les Grecs à l’union contre les tyrannies. La foule, scandalisée par la participation du tyran à la course de chars et au concours de poésie s’en prend à la délégation syracusaine, qui est huée[5]. Trois boxeurs sont corrompus par le pugiliste Eupolos de Thessalie pour lui laisser gagner le tournoi ; ils sont condamnés à une amende, qui sert à financer six statues de Zeus en bronze (Zanes)[6].

- Athènes obtient l’alliance d’Evagoras de Chypre. À la fin de l’année, Artaxerxès II, mécontent de l’appui apporté par Athènes à Chypre révoltée, rétablit le satrape prospartiate Tiribaze (en) à Sardes. Sparte, aidée par le satrape et Denys de Syracuse (20 vaisseaux en 387 av. J.-C.), envoie 80 navires dans la zone des Détroits sous le commandement d’Antalcidas. Athènes, qui ne dispose que d’une vingtaine de vaisseaux, voit son ravitaillement menacé et doit se résigner à accepter les clauses de la paix négociée en 392 av. J.-C. entre spartiates et perses (386 av. J.-C.)[7].

- Le stratège athénien Chabrias est victorieux des spartiates à Égine[8].
- Le philosophe Platon qui vivait depuis deux ans à la cour du tyran Denys de Syracuse est embarqué de force sur un navire spartiate et vendu comme esclave à Égine, alors en guerre contre Athènes. Il est reconnu par un Cyrénéen, Annicéris, rencontré à Syracuse, qui le rachète pour 20 mines avant de le rendre à la philosophie[9]. C'est probablement à la suite de cette mésaventure que Platon recommande de ne pas asservir d'autres grecs et de bien traiter les esclaves.

## Naissances
- Héraclide du Pont

## Décès
- Parrhasios, peintre grec.